# Ciracas
Ciracas è un sottodistretto (in indonesiano: kecamatan) di Giacarta Orientale, che a sua volta è una suddivisione di Giacarta, la capitale dell'Indonesia.

## Suddivisioni
Il sottodistretto è suddiviso in cinque villaggi amministrativi (in indonesiano: kelurahan):
- Cibubur
- Kelapa Dua Wetan
- Ciracas
- Susukan
- Rambutan